# Sarajevo
Sarajevo (kyrillisch Сарајево; deutsch auch Sarajewo; Aussprache [ˈsarajeʋo (ⓘ)]) ist Hauptstadt und Regierungssitz von Bosnien und Herzegowina, der Föderation Bosnien und Herzegowina (Federacija Bosne i Hercegovine, FBiH) und des Kantons Sarajevo.

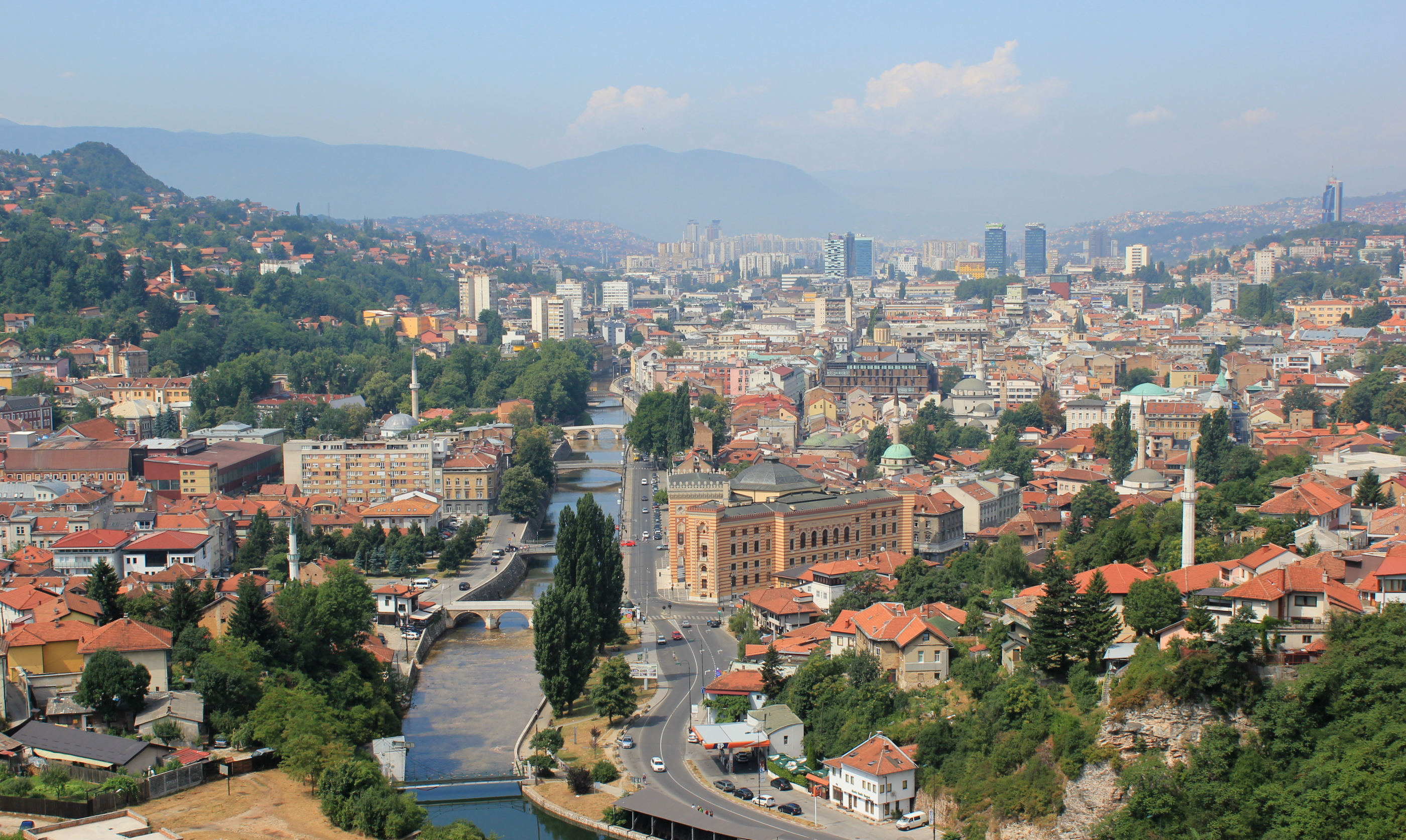
Blick von Osten über die Innenstadt

Die Stadt hat in ihren vier Verbandsgemeinden Stari Grad (Altstadt), Centar (Zentrum), Novi Grad (Neustadt) und Novo Sarajevo (Neu-Sarajevo) 291.422 Einwohner. Im Großraum Sarajevo leben etwa 555.000 Einwohner (Zensus 2013). Aufgrund der Einwohnerzahl sowie der wirtschaftlichen und politischen Bedeutung ist Sarajevo die einzige bosnische Metropole.
Der Südostteil Sarajevos gehört administrativ zur Stadt Istočno Sarajevo in der Republika Srpska (RS). Laut Artikel 9 der Verfassung der RS ist die ganze Stadt auch Hauptstadt der Republika Srpska, obwohl sich deren Regierungssitz bereits seit 1998 in Banja Luka befindet.
Weltweit machten vor allem drei Ereignisse die Stadt bekannt: das Attentat von Sarajevo vom 28. Juni 1914, bei dem Gavrilo Princip den österreichisch-ungarischen Thronfolger Franz Ferdinand ermordete, die Olympischen Winterspiele 1984 und die Belagerung durch Truppen der Vojska Republike Srpske während des Bosnienkrieges 1992 bis 1995.

## Geografie und Umwelt
Die Stadt erstreckt sich in West-Ost-Richtung in der Ebene von Sarajevo inmitten des Dinarischen Gebirges. Der Fluss Miljacka fließt durch die Stadt; die Bosna entspringt westlich der Stadt in der Gemeinde Ilidža aus einer Karstquelle. Die Ebene wird überragt von den Bergen der Bjelašnica und des Igman im Südwesten sowie der Jahorina und des Trebević im Südosten.
Das Stadtzentrum liegt 511 Meter über dem Meeresspiegel. Die Vororte reichen hinauf bis auf über 900 Meter. Die Berge um die Stadt herum sind zumeist bewaldet und bis zu 2000 Meter hoch.
Direkt östlich von Sarajevo liegt der Ort Pale, der während des Krieges 1992 bis 1995 ein Zentrum der bosnischen Serben war.

### Luftqualität
In den Wintermonaten liegen die Feinstaubwerte regelmäßig beim bis zu Zehnfachen der Grenzwerte der EU. Sarajevo zählt in dieser Jahreszeit zu den Hauptstädten mit der schmutzigsten Luft weltweit, noch vor Peking, Neu-Delhi und Mumbai. Laut der Umweltorganisation Eko-Akcija sei einer der Hauptgründe dafür, dass viele Haushalte noch mit Holz und Kohle heizten, geschätzt etwa 35.000 bis 40.000. Sarajevo liegt in einem Talkessel, aus dem der Rauch vor allem bei einer Inversionswetterlage nur schwer abziehen kann. Der Rauch liegt dann tagelang über der Stadt, was auch gesundheitliche Folgen hat. Nach Angaben der Weltbank sterben pro Jahr 3300 Menschen in Bosnien und Herzegowina an den Folgen der Luftverschmutzung, laut Europäischer Umweltagentur sogar 5400.

### Klima
Das Klima in Sarajevo ist gemäßigt und leicht kontinental geprägt. Die jährliche Durchschnittstemperatur liegt bei 9,5 °C; der durchschnittliche jährliche Niederschlag beträgt 932 mm. Dabei ist der wärmste Monat der August, der kälteste der Januar. Die meisten Niederschläge fallen im Juni und November; der Februar ist der trockenste Monat. Bis in den April sind Schneefälle möglich.
Die tiefste jemals gemessene Temperatur lag bei −21,8 °C (am 24. Januar 1963), die höchste bei 37,4 °C (am 24. Juli 1987).
|                       | Jan  | Feb  | Mär  | Apr  | Mai  | Jun  | Jul  | Aug  | Sep  | Okt  | Nov | Dez  |   |      |
| Mittl. Tagesmax. (°C) | 2,7  | 5,9  | 10,4 | 15,1 | 20,3 | 23,1 | 25,5 | 25,7 | 22,0 | 16,5 | 9,7 | 3,5  | ⌀ | 15,1 |
| Mittl. Tagesmin. (°C) | −4,4 | −2,3 | 0,6  | 4,4  | 8,5  | 11,4 | 12,8 | 12,6 | 9,7  | 5,7  | 1,6 | −2,8 | ⌀ | 4,8  |
|                       |      |      |      |      |      |      |      |      |      |      |     |      |   |      |
| Niederschlag (mm)     | 71   | 67   | 70   | 74   | 82   | 91   | 80   | 71   | 70   | 77   | 94  | 85   | Σ | 932  |
|                       |      |      |      |      |      |      |      |      |      |      |     |      |   |      |
| Sonnenstunden (h/d)   | 1,8  | 3,0  | 4,1  | 5,1  | 6,2  | 6,9  | 8,3  | 7,7  | 6,2  | 4,8  | 2,7 | 1,3  | ⌀ | 4,9  |
|                       |      |      |      |      |      |      |      |      |      |      |     |      |   |      |
| Regentage (d)         | 10   | 9    | 10   | 10   | 10   | 11   | 8    | 8    | 8    | 8    | 10  | 11   | Σ | 113  |
|                       |      |      |      |      |      |      |      |      |      |      |     |      |   |      |
| Luftfeuchtigkeit (%)  | 80   | 75   | 68   | 66   | 68   | 68   | 66   | 63   | 69   | 76   | 80  | 81   | ⌀ | 71,7 |

| −4,4 |

| −2,3 |

| 0,6 |

| 4,4 |

| 8,5 |

| 11,4 |

| 12,8 |

| 12,6 |

| 9,7 |

| 5,7 |

| 1,6 |

| −2,8 |

| −4,4 |

| −2,3 |

| 0,6 |

| 4,4 |

| 8,5 |

| 11,4 |

| 12,8 |

| 12,6 |

| 9,7 |

| 5,7 |

| 1,6 |

| −2,8 |

## Geschichte

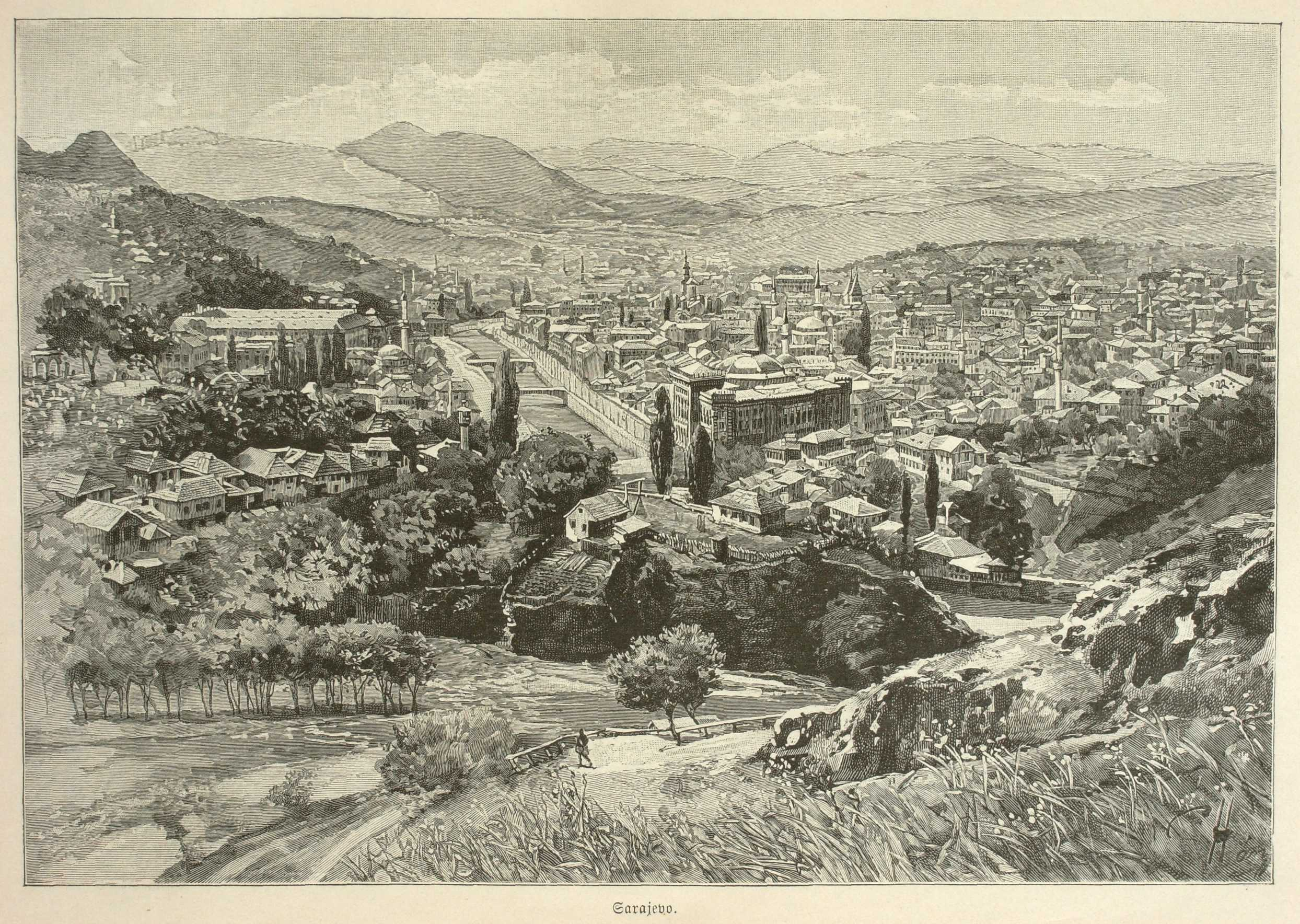
Historische Stadtansicht von Sarajevo um 1900

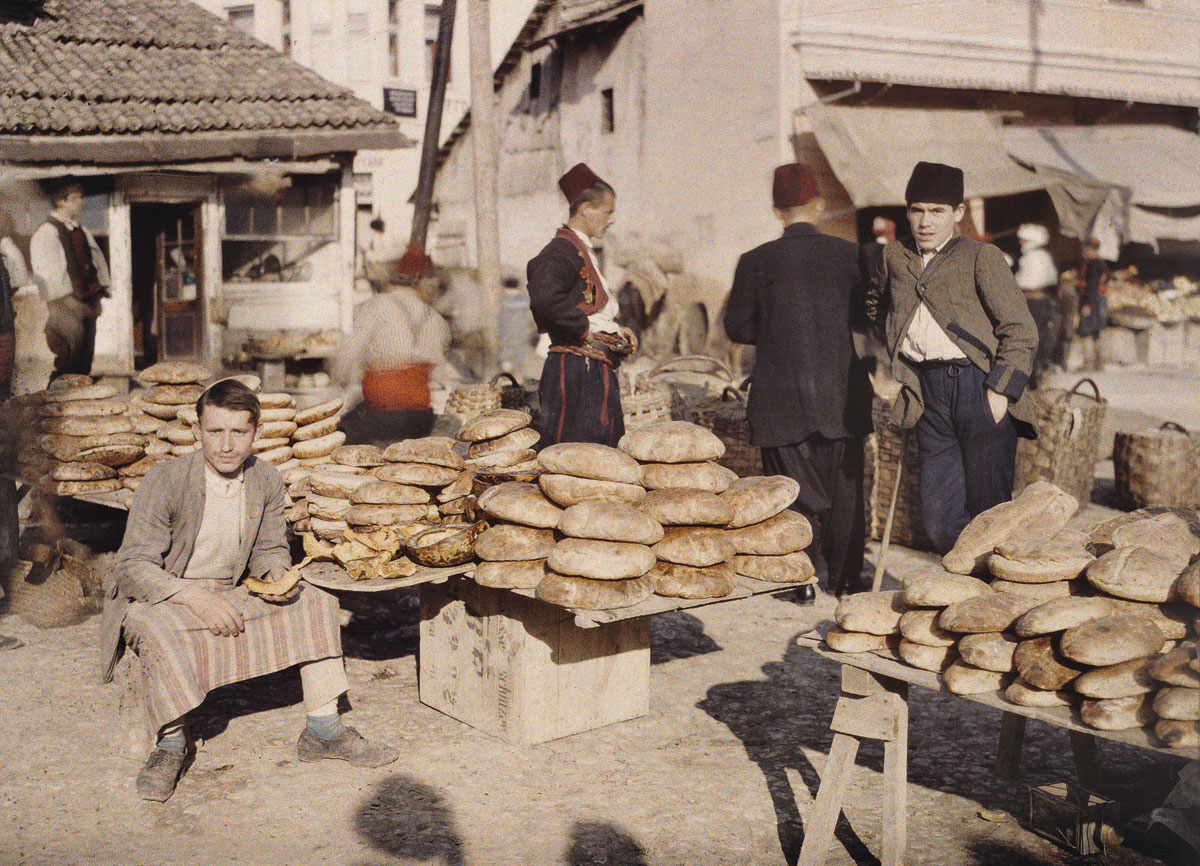
Marktszene in Sarajevo, 1912.

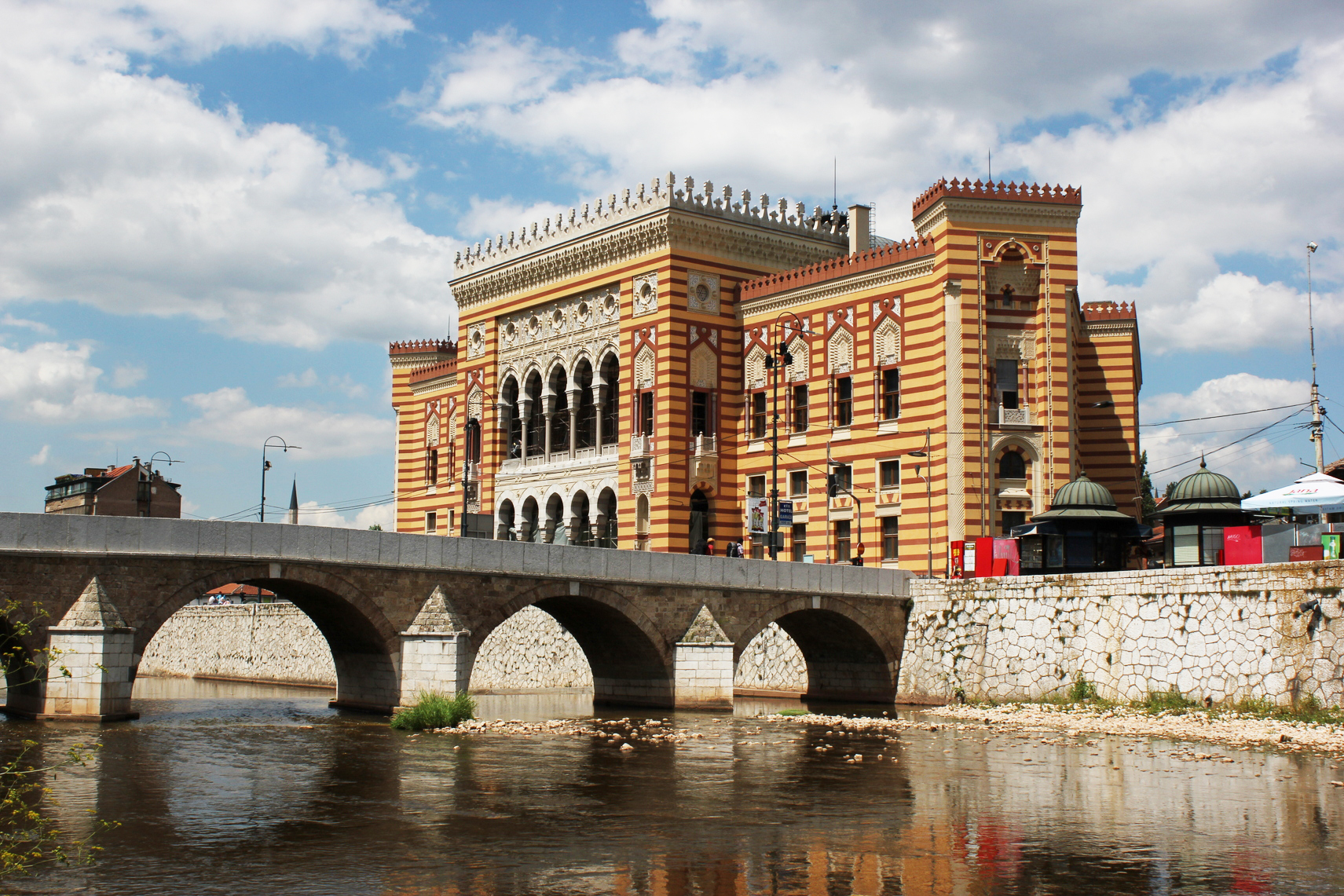
Altes Rathaus (Vijećnica), später Nationalbibliothek, im Bosnienkrieg zerstört und bis 2014 saniert

Im Jahr 1238/39 wurde in einer Urkunde des kroatisch-ungarischen Königs Béla IV. in Zusammenhang mit dem Bau der Sankt-Peter-Kathedrale erstmals eine slawische Siedlung namens Vrhbosna erwähnt. Ab 1463 erfolgte mit dem Beginn der osmanischen Herrschaft unter Isa-Beg Ishaković, einem zum Islam übergetretenen Bosnier, der Ausbau der Stadt. Gegen Ende des 15. Jahrhunderts hatte ein türkischer Statthalter sein Domizil am Ufer der Miljacka aufgeschlagen. Nach jenem Saray (türk. Palast) wurde wenig später die rasch aufblühende Stadt Sarajevo oder Bosna Serai benannt. Dem türkischen sarây bzw. saray ova entspricht auch die Bezeichnung Serail.
Im Osmanischen Reich war Sarajevo Hauptstadt der Provinz Bosnien seit dem Jahr 1850. Im Jahr 1878 wurde die Stadt zusammen mit dem ganzen Land von der Österreichisch-Ungarischen Monarchie okkupiert.
Am 28. Juni 1914 war die Stadt Schauplatz des Attentates auf Erzherzog Franz Ferdinand und seine Frau Sophie, welches einer der Hauptauslöser des Ersten Weltkriegs war. Nach 1918 kam Sarajevo mit Bosnien zum Königreich der Serben, Kroaten und Slowenen.
Im Zweiten Weltkrieg war Bosnien Teil des Unabhängigen Staats Kroatien. In Sarajevo wurde von 1941 bis zum 6. April 1945 die Villa Luburić als Internierungs- und Exekutionslager umfunktioniert, in dem hunderte Serben und Juden von den faschistischen Ustascha interniert, gefoltert und ermordet wurden. Nach dem Zusammenbruch des Ustascha-Staates und dem Ende des Zweiten Weltkriegs wurde Sarajevo 1945 Hauptstadt der Teilrepublik Bosnien und Herzegowina innerhalb Jugoslawiens.
Eines der bedeutendsten Ereignisse in der jugoslawischen Epoche waren die Olympischen Winterspiele, die 1984 in den Gebirgen in der Umgebung der Stadt stattfanden und Sarajevo weltweite Aufmerksamkeit bescherten. Nach der Unabhängigkeitserklärung im Zuge des Zerfalls Jugoslawiens wurde Sarajevo zur Hauptstadt des souveränen Staates Bosnien und Herzegowina. Kurz nach der Unabhängigkeitserklärung begann der dreijährige Bosnienkrieg.

### Krieg in Bosnien

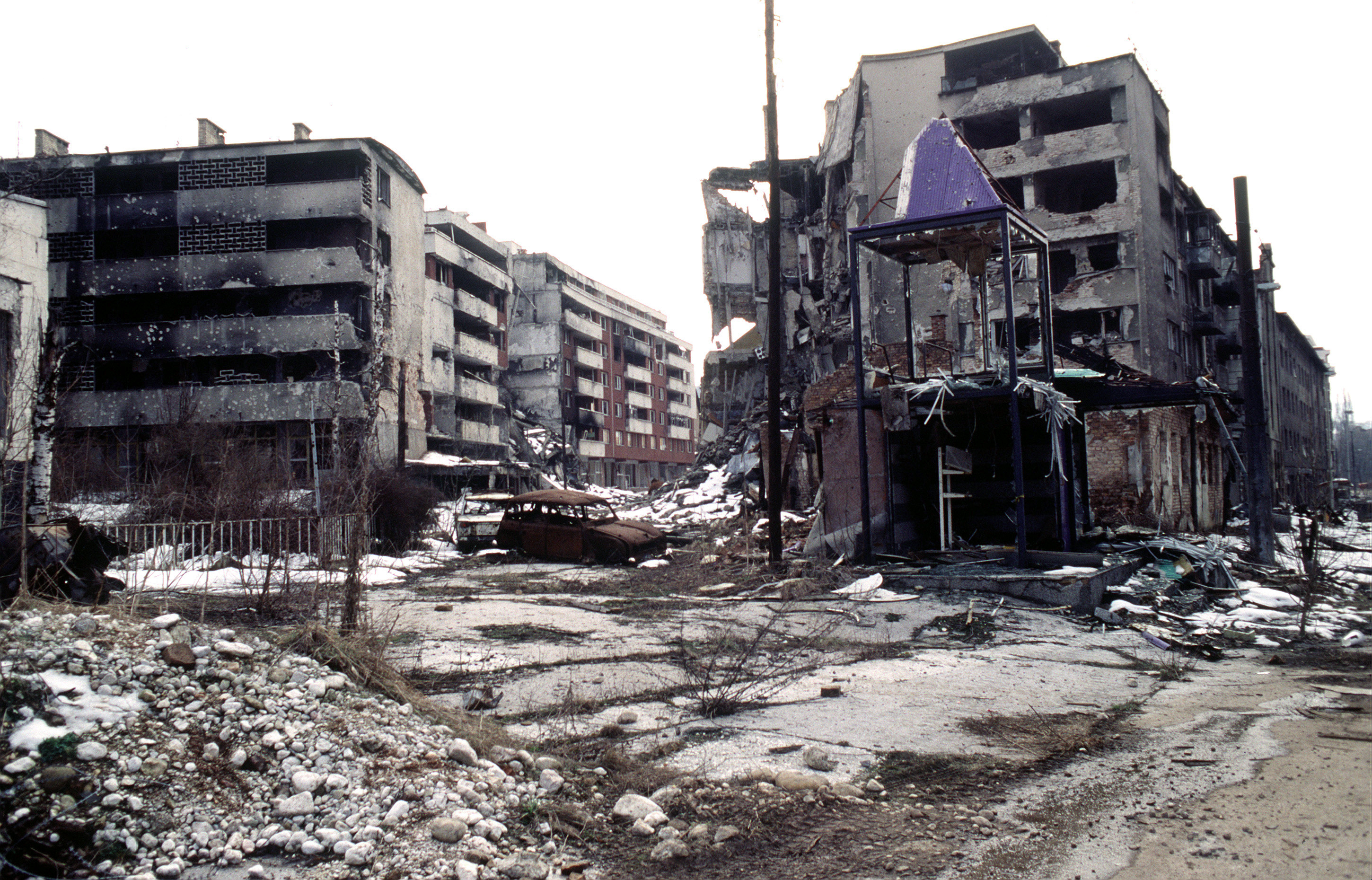
Während der Belagerung zerstörte Straßenzüge in Sarajevo

Während des Bosnienkriegs war Sarajevo in einen von der Regierung Bosnien und Herzegowina kontrollierten bosniakisch-kroatischen und einen von der Republika Srpska kontrollierten serbischen Teil geteilt. Der von den Regierungstruppen kontrollierte Teil, zu dem unter anderem das Stadtzentrum und die Altstadt gehörten, wurde 1.425 Tage lang von den Truppen der damaligen bosnisch-serbischen Armee belagert.
Die Belagerung von Sarajevo begann am 5. April 1992 und war die längste Belagerung in der Geschichte der Stadt. Der Stadtkern von Sarajevo war vollständig umzingelt. Der Belagerung und den Kämpfen fielen nach Angaben der Regierung Bosnien-Herzegowinas 10.615 Menschen aller Volksgruppen zum Opfer, unter ihnen 1.601 Kinder. Durch Granaten, Minen oder Scharfschützen wurden rund 50.000 Menschen teilweise schwer verletzt. Mittlerweile wurden alle Minenfelder im unmittelbaren Stadtgebiet beräumt, während Teile der umliegenden Berge, v. a. des Igman, auch heute noch vermint sind.
Die Kaserne „Viktor Bubanj“ diente während des Bosnienkriegs als Militärgefängnis der bosnischen Regierungstruppen, in dem auch Zivilisten gefoltert, misshandelt oder umgebracht wurden.

## Bevölkerung

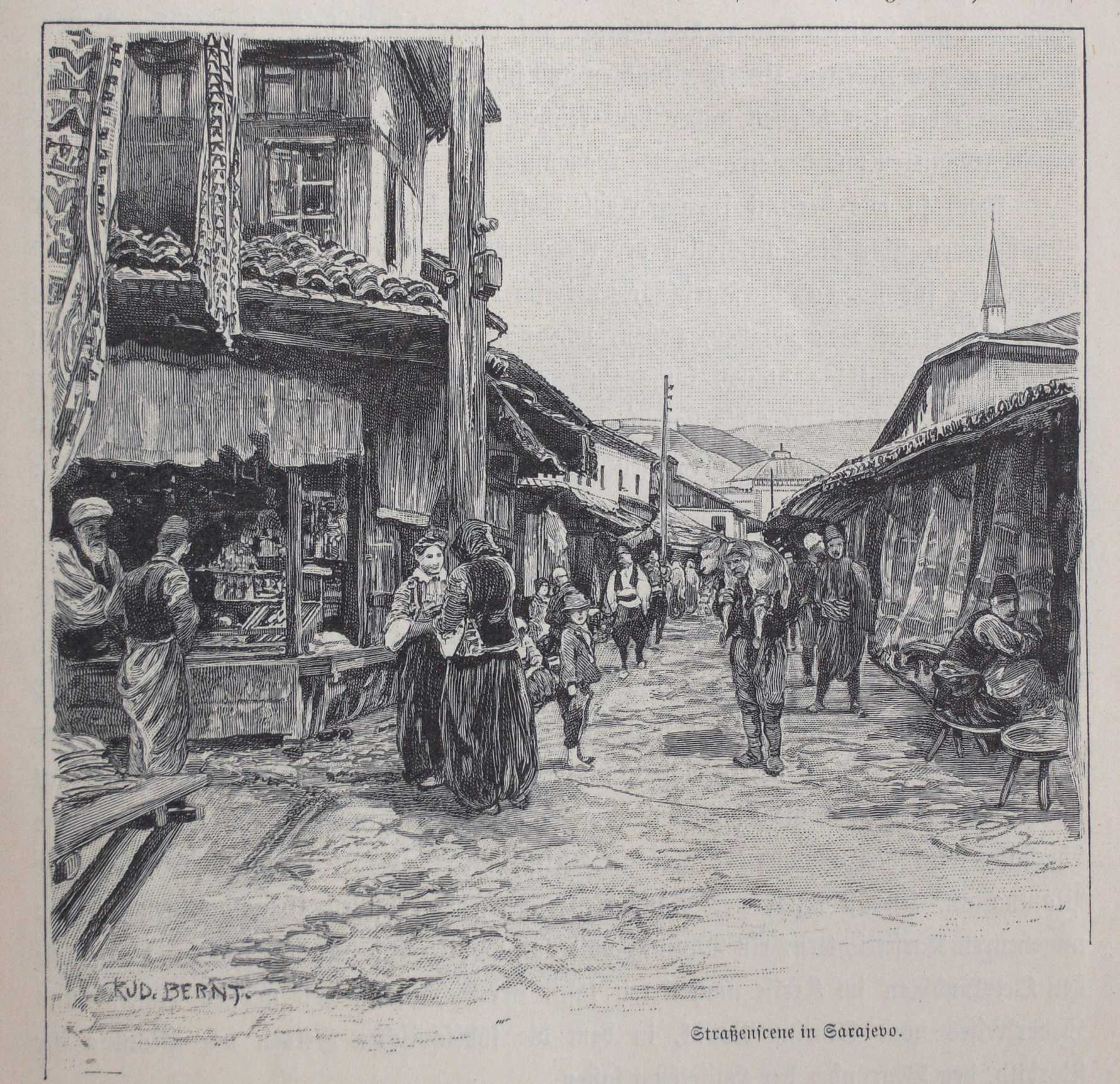
Straßenszene in Sarajevo um 1900

Die Einwohner Sarajevos werden als Sarajlije (Singular: Sarajlija) bezeichnet. Bei der Volkszählung 1991 bezeichneten sich 50,5 % der Einwohner Sarajevos als Muslime (im Sinne der Nationalität), 25,5 % als Serben, 13 % als Jugoslawen, 6,7 % als Kroaten und 4,3 % als „Andere“.
Zu Beginn des Krieges flohen die meisten serbischen und kroatischen Einwohner aus der Stadt, auch wegen der anstehenden Belagerung der Stadt durch die Armee der „Republika Srpska“ VRS. Mit dem Abkommen von Dayton wurden zudem stärker serbisch bewohnte Stadtteile administrativ ausgegliedert und gehören heute nicht mehr zum eigentlichen Sarajevo, was zu einer weiteren Homogenisierung führte. Zur Volkszählung 2013 bezeichneten sich 80,7 % der Einwohner als Bosniaken, 4,9 % als Kroaten und 3,8 % als Serben. 8,2 % gaben eine andere, beispielsweise ethnisch neutrale, Zugehörigkeit an.
Im Kanton Sarajevo leben 438.443 Einwohner. Er ist damit die bevölkerungsreichste Agglomeration des Landes und nach Belgrad, Zagreb und Skopje der viertgrößte Ballungsraum des ehemaligen Jugoslawien.

### Religion
Sarajevo ist Sitz des Großmuftis der bosnisch-herzegowinischen Muslime, des Metropoliten der serbisch-orthodoxen Kirche und des Erzbistums Vrhbosna der Römisch-Katholischen Kirche.
In Sarajevo mit seiner traditionell gemischt-religiösen Bevölkerung findet man Moscheen, Kirchen und Synagogen nicht weit voneinander entfernt. Deswegen wird die Stadt gelegentlich Klein-Jerusalem oder auch Europäisches Jerusalem genannt. Die König-Fahd-Moschee in Sarajevo ist die größte Moschee auf dem Balkan.

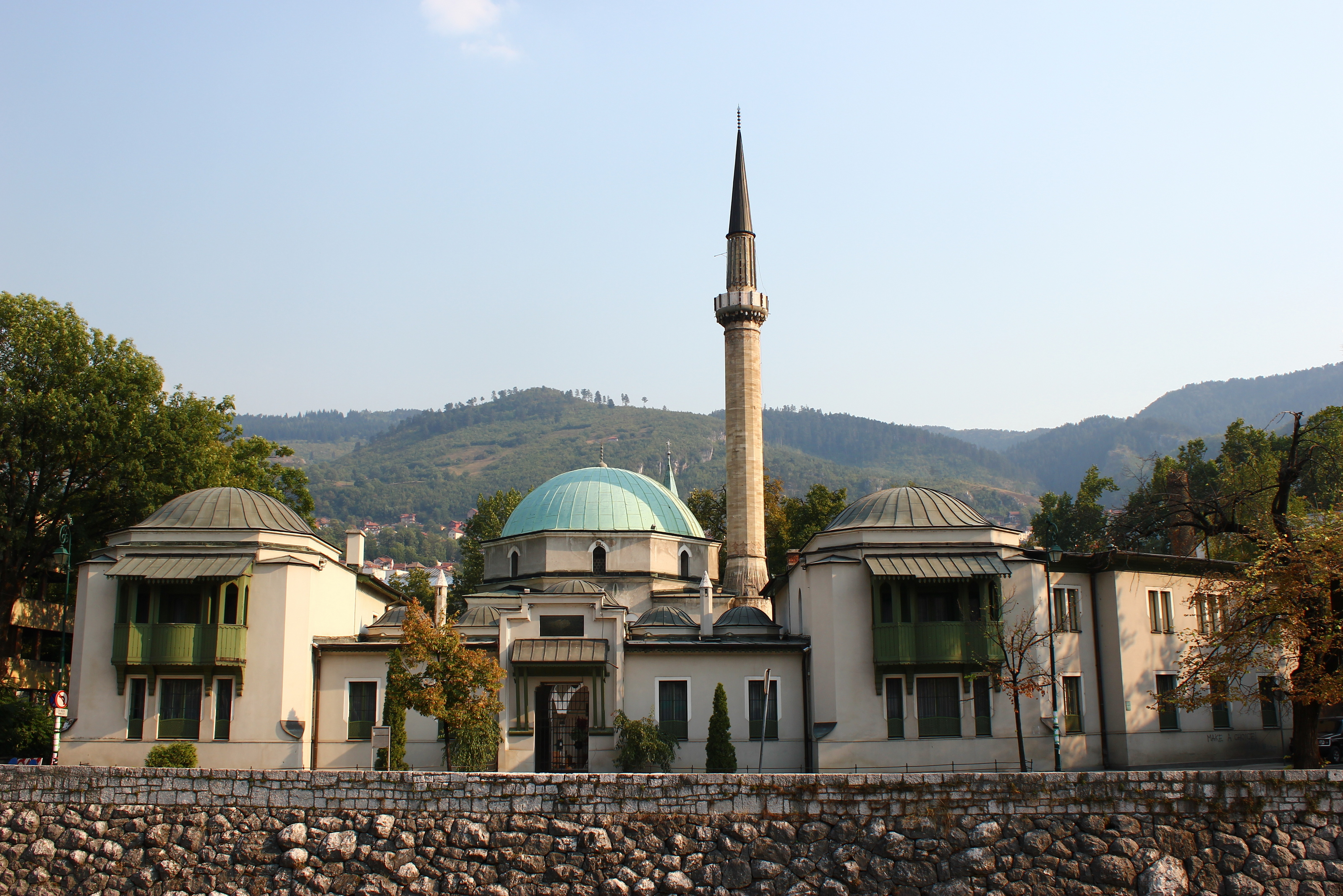
Die sunnitische Kaisermoschee
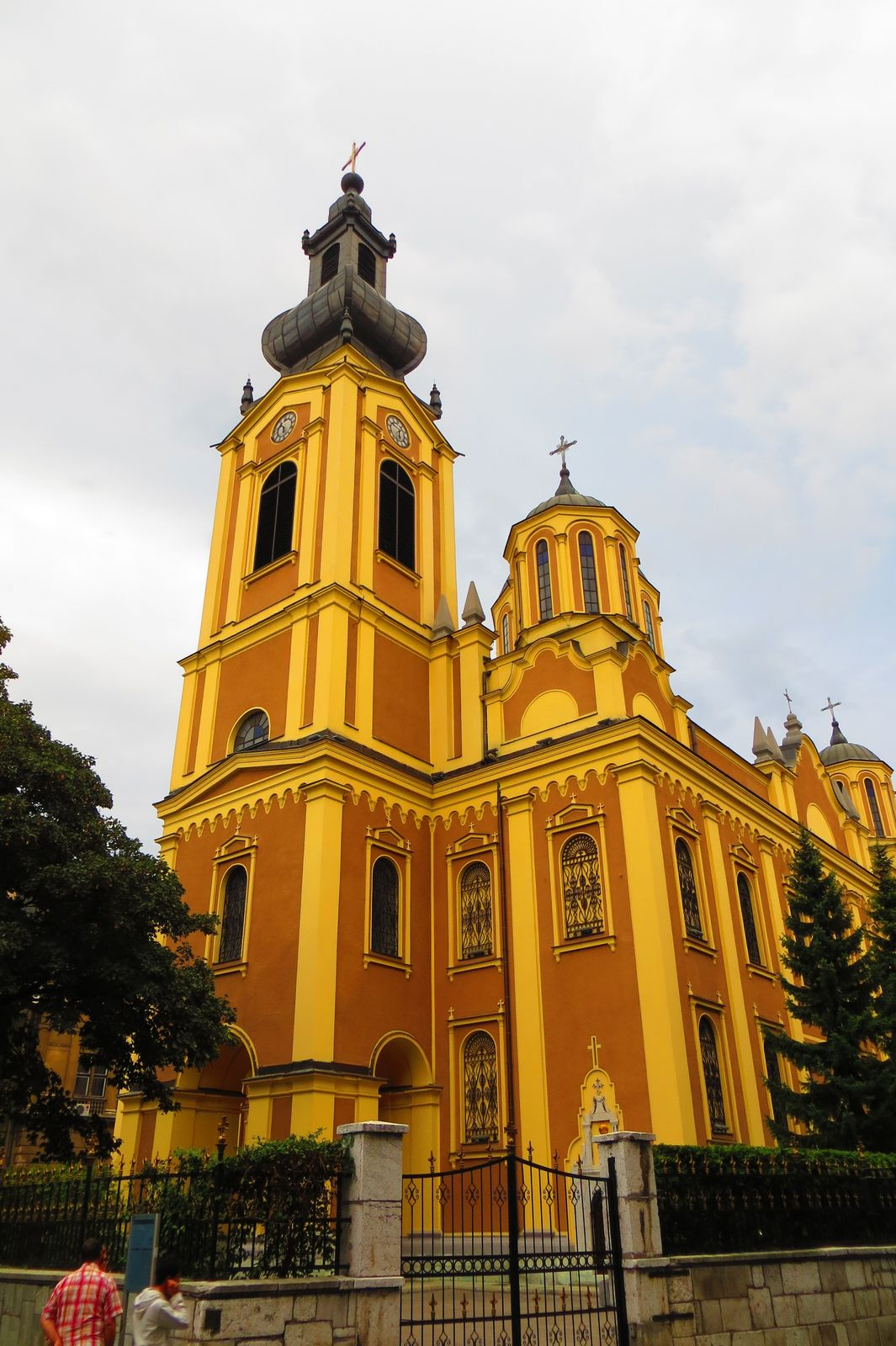
Die Serbisch-orthodoxe Mariä-Geburt-Kathedrale
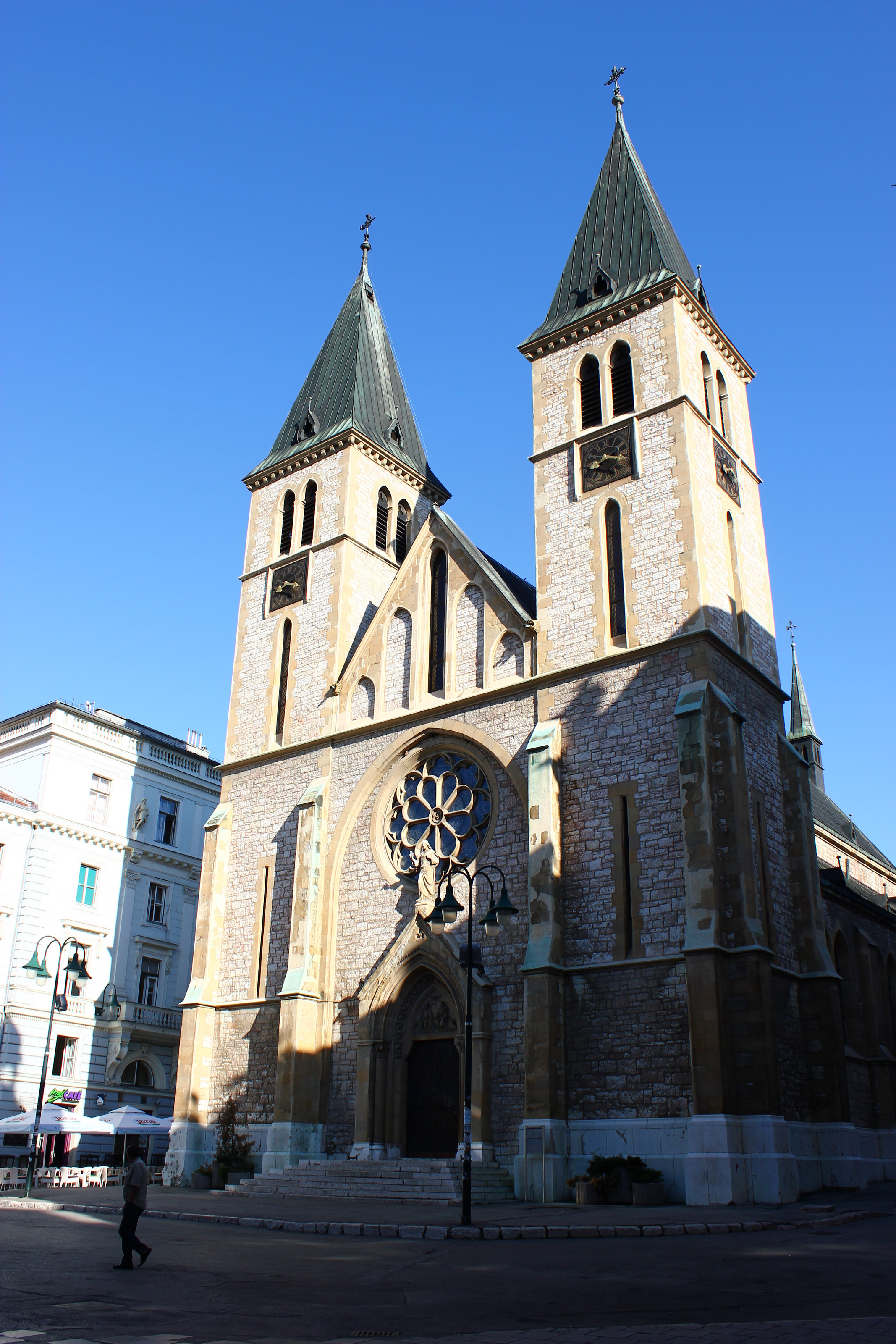
Die Römisch-katholische Herz-Jesu-Kathedrale
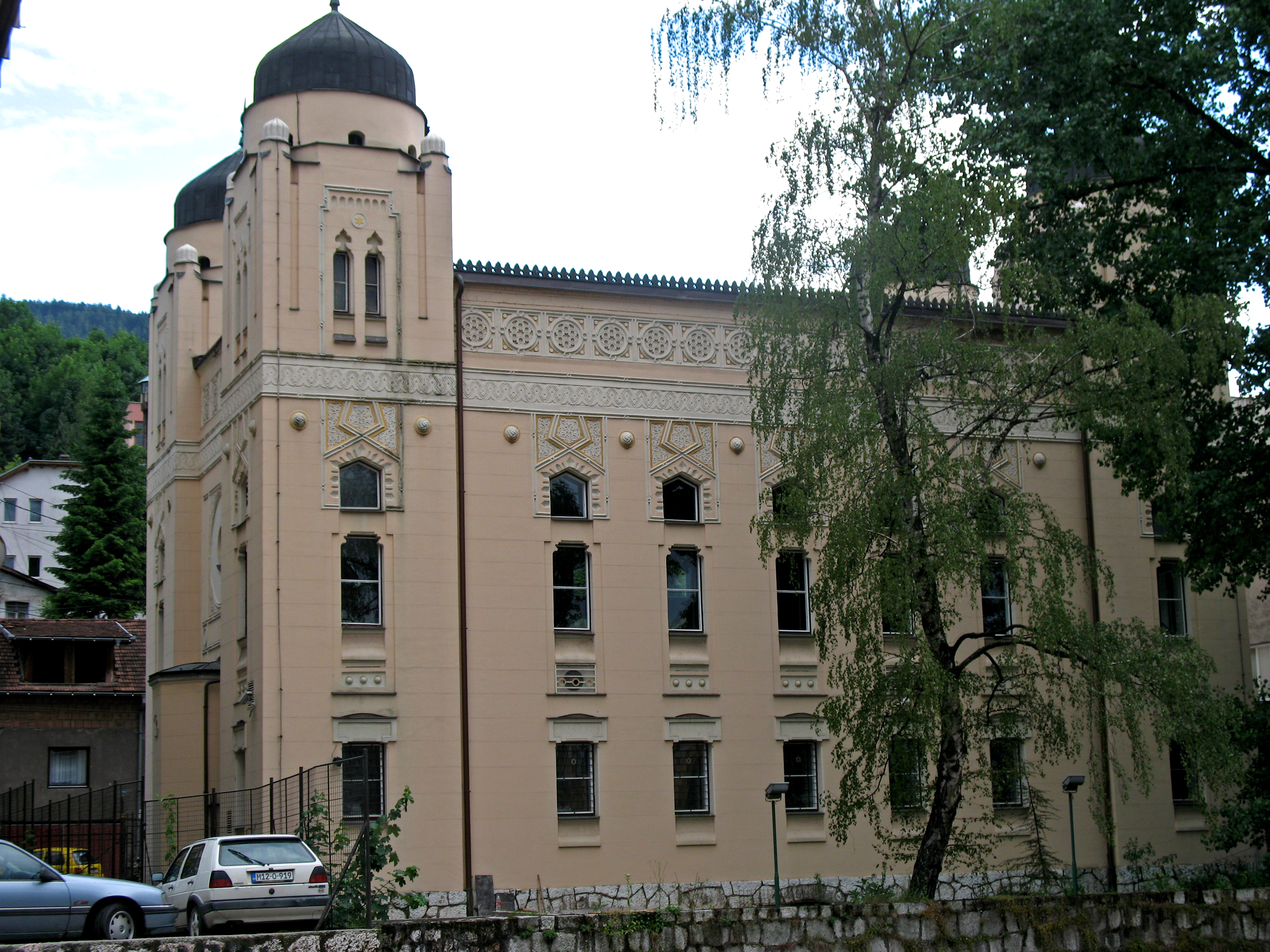
Die Synagoge der Aschkenasim-Juden

## Politik

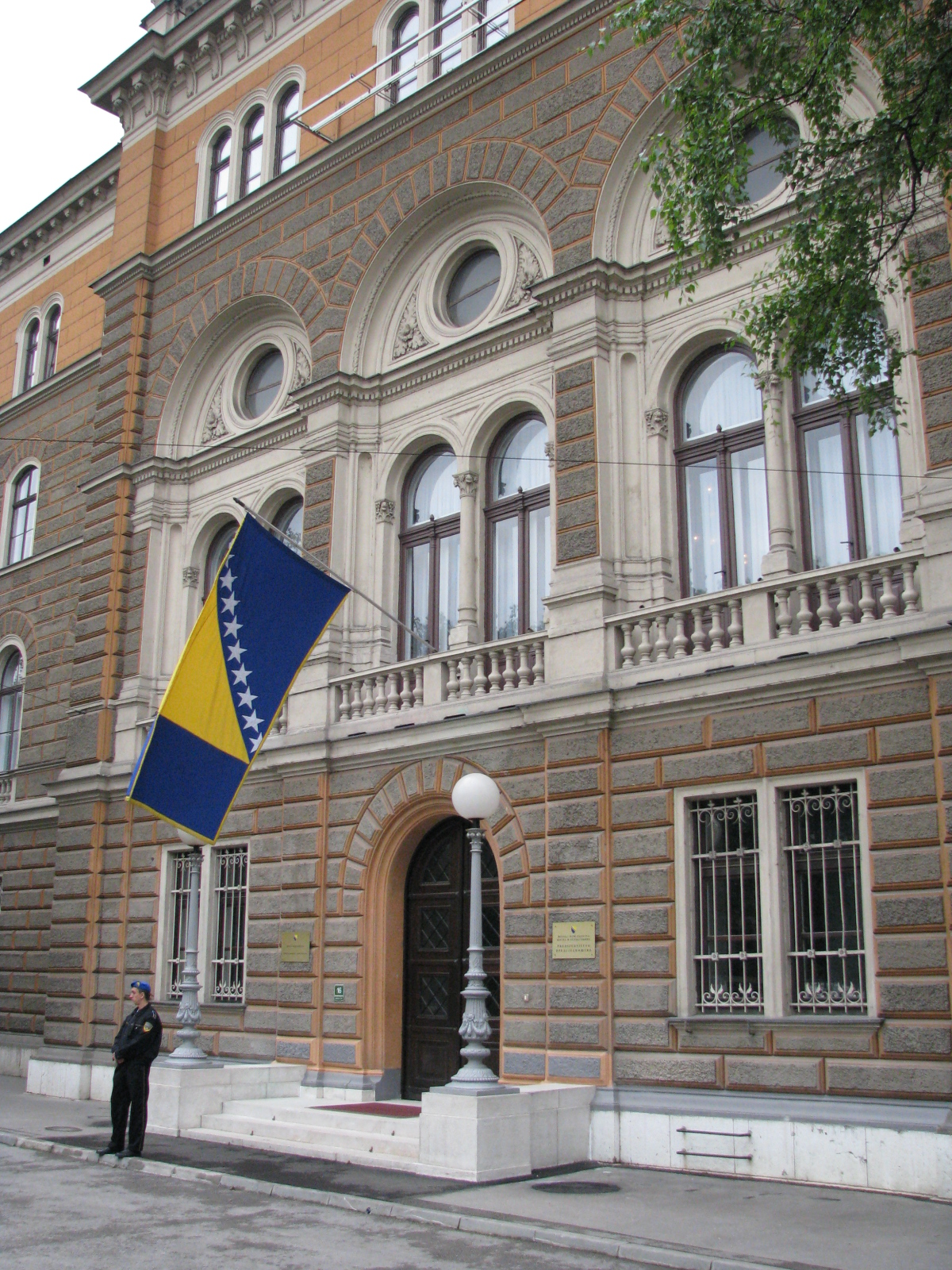
Präsidentenpalast und Präsidentensitz von Bosnien und Herzegowina

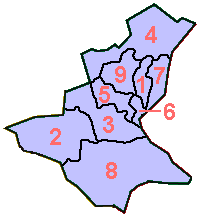
Lage der vier Stadtgemeinden im Kanton Sarajevo (1, 5, 6, 7)

### Definitionen von Sarajevo
Das ehemalige Gebiet der Stadt Sarajevo liegt auf beiden Seiten der innerbosnischen Entitätengrenze zwischen der Föderation Bosnien und Herzegowina und der Republika Srpska. Während sich der größte Teil des bebauten Gebietes – die Altstadt (Stari grad) und Neustadt (Novi grad) – auf dem Gebiet der Föderation befindet, zählen einige im Ausbau begriffene Vorstädte im Süden zur Republika Srpska.
In der Föderation ist die Stadt Sarajevo in vier Stadtgemeinden unterteilt. Es sind dies Stari Grad (Altstadt, 7), Centar (Zentrum, 1), Novi Grad (Neustadt, 5) und Novo Sarajevo (Neu-Sarajevo, 6). Die Gemeinden Vogošća und Ilidža gehören sowohl historisch als auch baulich nicht zur eigentlichen Stadt.
Der zur Republika Srpska gehörige Teil Sarajevos wird als Istočno Sarajevo (Ost-Sarajevo) bezeichnet. Er unterteilt sich in sieben Gemeinden, von denen aber nur Istočno Novo Sarajevo als zum eigentlichen Stadtgebiet gehörig bezeichnet werden kann. Die restlichen sechs Gemeinden sind überwiegend ländlich geprägt und von der Stadt Sarajevo durch Gebirgszüge und/oder Wälder getrennt. Trotzdem hat Istočno Sarajevo den Status einer Stadt.

### Stadtverwaltung
Die Stadt Sarajevo in der Föderation ist eine administrative Einheit aus vier Gemeinden mit jeweils eigener Verwaltung. Das Oberhaupt der Stadtverwaltung ist der Bürgermeister, seit April 2021 Benjamina Karić (* 1991). Ihr Amtsvorgänger waren Abdulah Skaka (2017–2021), Ivo Komšić (2013–2017), Alija Behmen (2009–2013), Semiha Borovac (2005–2009) und Muhidin Hamamdžić (2000–2005). Als Legislative fungiert ein Stadtrat (Gradsko vijeće) mit 28 Abgeordneten, dessen Stimmverhältnisse sich aus den Wahlergebnissen in allen vier Gemeinden zusammensetzen.

### Partnerstädte
Sarajevo unterhält internationale Städtepartnerschaften mit folgenden Städten:
| - Amsterdam (Niederlande) - Ankara (Türkei), seit 1994 - Bursa (Türkei), seit 1979 - Istanbul (Türkei), seit 1997 - Bad Ischl (Österreich), seit 2015 - Baku (Aserbaidschan), seit 1972 - Barcelona (Spanien), seit 1996 - Madrid (Spanien), seit 2007 - Calgary (Kanada), seit 1986 - Stockholm (Schweden), seit 1997 - Coventry (Vereinigtes Königreich), seit 1957 - Dayton (USA), seit 1999 - Friedrichshafen (Deutschland), seit 1972 - Wolfsburg (Deutschland), seit 1985 - Magdeburg (Deutschland), seit 1977 | - Innsbruck (Österreich), seit 1980 - Kuwait (Kuwait), seit 1998 - Laibach (Slowenien), seit 2002 - Budapest (Ungarn), seit 1995 - Neapel (Italien), seit 1976 - Venedig (Italien), seit 1994 - Ferrara (Italien), seit 1978 - Prato (Italien), seit 1995 - Collegno (Italien), seit 1994 - Serre Chevalier (Frankreich), seit 1995 - Tirana (Albanien), seit 1996 - Tianjin (Volksrepublik China), seit 1981 - Tlemcen (Algerien), seit 1964 - Tripolis (Libyen), seit 1976 - Zagreb (Kroatien), seit 2001 |

Darüber hinaus wurde 2022 mit der ukrainischen Hauptstadt Kiew eine Zusammenarbeit in verschiedenen Bereichen vereinbart.

## Wirtschaft und Infrastruktur

Brauerei Sarajevska pivara

Der Bosnienkrieg brachte die Wirtschaft in Sarajevo weitgehend zum Erliegen. Sie erholt sich jedoch allmählich und zeitgleich mit dem gesamten Markt des Landes.
Vor 1992 war Sarajevo das Handels- und Industriezentrum von Bosnien und Herzegowina. In der Nachkriegszeit gab es in der Stadt fast keine aktiven Industriekomplexe mehr. In Sarajevo befindet sich die Automobilfabrik Volkswagen Sarajevo, die VW-Fahrzeuge für den südosteuropäischen Markt produziert. Die Stadt ist auch Sitz des Automobilzulieferers Prevent.
Die Stadt ist Sitz der 1997 gegründeten Zentralbank von Bosnien und Herzegowina sowie der landesweit größten Börse, welche als Sarajevo Stock Exchange bekannt ist. Zu den größten ansässigen Unternehmen gehören BH Telecom, Bosnalijek, Energopetrol, die Tabakfabrik Fabrika Duhana Sarajevo und die Brauerei Sarajevska pivara.

### Verkehr

#### Straßenverkehr
Sarajevo ist das Zentrum des Straßenverkehrs in Bosnien und Herzegowina. Sieben große Magistralstraßen verbinden die Hauptstadt mit den anderen Landesteilen. Nach Norden führen die M5 (in Richtung Travnik, Banja Luka, Bihać), die M17 (nach Zenica und Doboj) sowie die M18 (nach Tuzla). In östliche Richtungen verlaufen die M5 (nach Višegrad und Goražde) sowie die M19 (nach Zvornik). Im Süden führt die M18 über Foča nach Dubrovnik bzw. Montenegro. Nach Westen führt die M17 (Richtung Mostar).
Seit 2003 hat Sarajevo einen eigenen Autobahnanschluss zur A1, welche die Stadt mit Visoko und Zenica verbindet. Ein Ausbau nach Norden in Richtung Budapest und nach Süden in Richtung Mostar ist in Planung. Zudem ist eine Stadtautobahn im Bau, die auf einer Strecke von 2,6 km die Stadtteile Ciglane und Pofalići verbinden soll. Schon vor den Olympischen Spielen wurden zwei Tunnel (700 m) dafür gebaut, der Rest der Autobahn jedoch wegen finanzieller Probleme zurückgestellt. Heute wird nur ein Tunnel benutzt.

#### Öffentlicher Verkehr

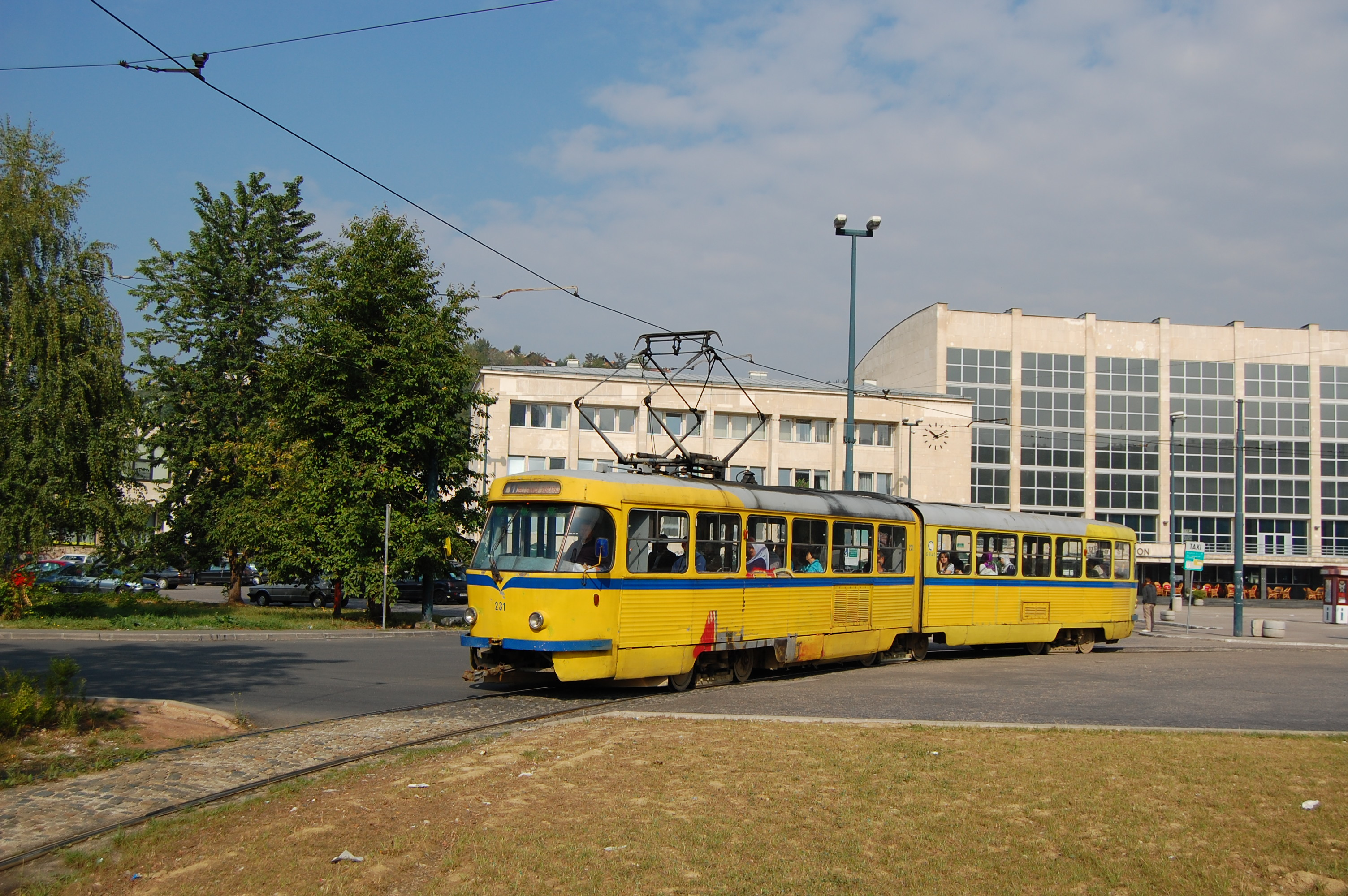
Straßenbahn vor dem Sarajevoer Hauptbahnhof

1882 wurde mit der Eröffnung der Bosnabahn die Stadt ans Eisenbahnnetz angeschlossen. 1891 folgte die ebenfalls schmalspurige Narentabahn. Heute gibt es tägliche Verbindungen über die Bahnstrecke Sarajevo–Šamac nach Zenica, Doboj und Bihać sowie die Bahnstrecke Sarajevo–Ploče über den Ivanpass nach Mostar. Die Verbindung mit der kroatischen Hafenstadt Ploče wurde mit dem Fahrplanwechsel 2013/14 eingestellt. Die Züge via Mostar enden nun im bosnischen Čapljina. Die Verbindung nach Budapest wurde im Frühjahr 2002 wieder aufgenommen, ist jedoch inzwischen wieder eingestellt. Bis in die 1970er Jahre bestand über die Bosnische Ostbahn außerdem eine Verbindung nach Belgrad, deren ehemalige Trasse heute teilweise für die südliche Umfahrung des Stadtzentrums (Put Mladih Muslimana) genutzt wird.
Die Stadt ist über ein gut ausgebautes Netz von Busverbindungen zu erreichen. Busse von Belgrad fahren fast ausschließlich in den serbischen Teil der Stadt, Istočno Sarajevo.

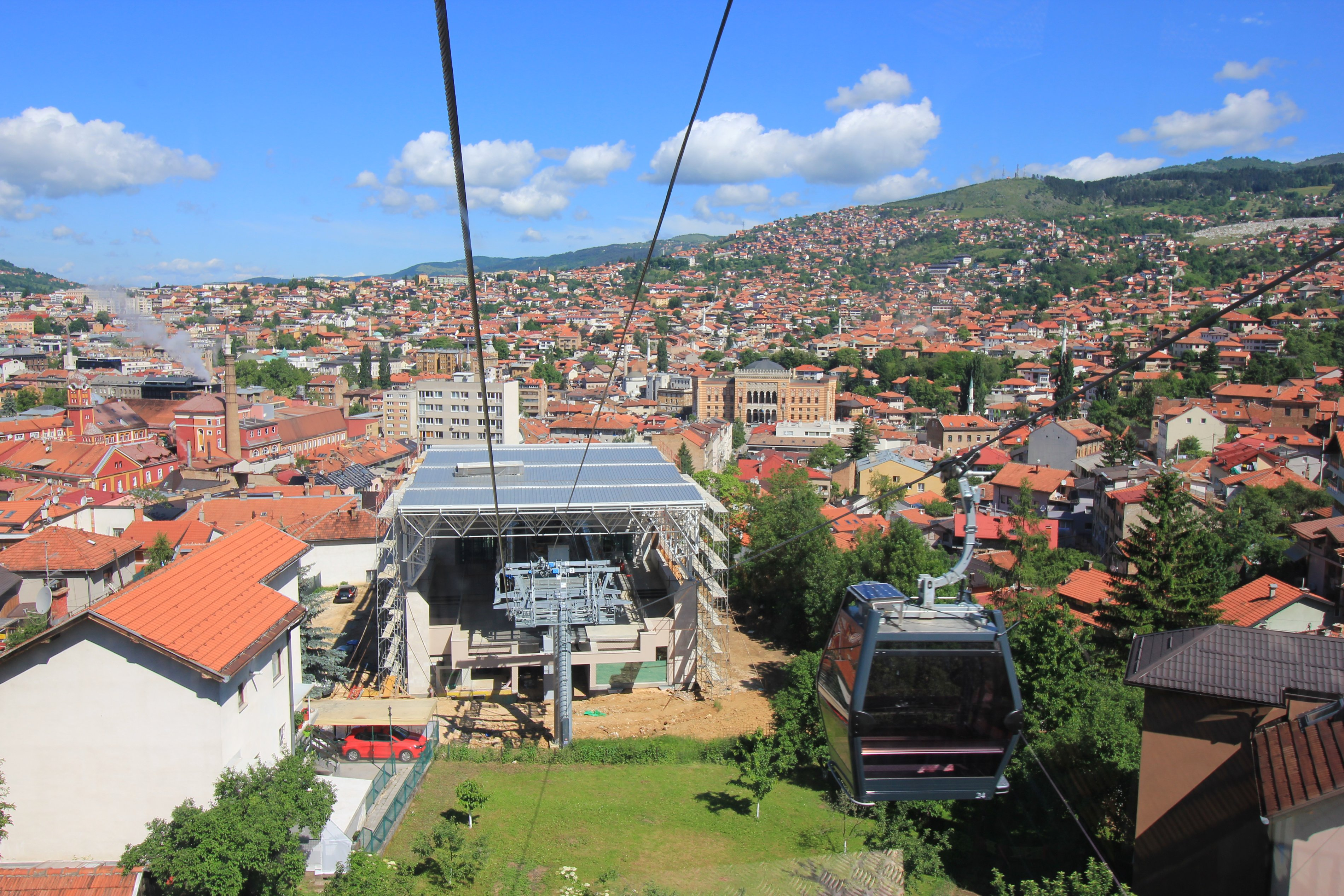
Die 2018 wieder eröffnete Trebević-Seilbahn

Als öffentliche Verkehrsmittel existieren in der Stadt die Straßenbahn Sarajevo (seit 1885) mit sieben Linien, der Oberleitungsbus Sarajevo mit fünf Linien, sowie etliche Omnibus- und Minibus-Linien. Der öffentliche Nahverkehr wird vom Verkehrsunternehmen JKP GRAS Sarajevo betrieben. Vor dem Bosnienkrieg wurde eine Metro geplant, jedoch nie gebaut. Seit Anfang 2024 gibt es auch einen Nachtverkehr, der kostenlos ist.
Eine Seilbahn (Trebevićka žičara) führt vom Stadtteil Bistrik auf die Hänge des Hausberges Trebević.

#### Flughafen

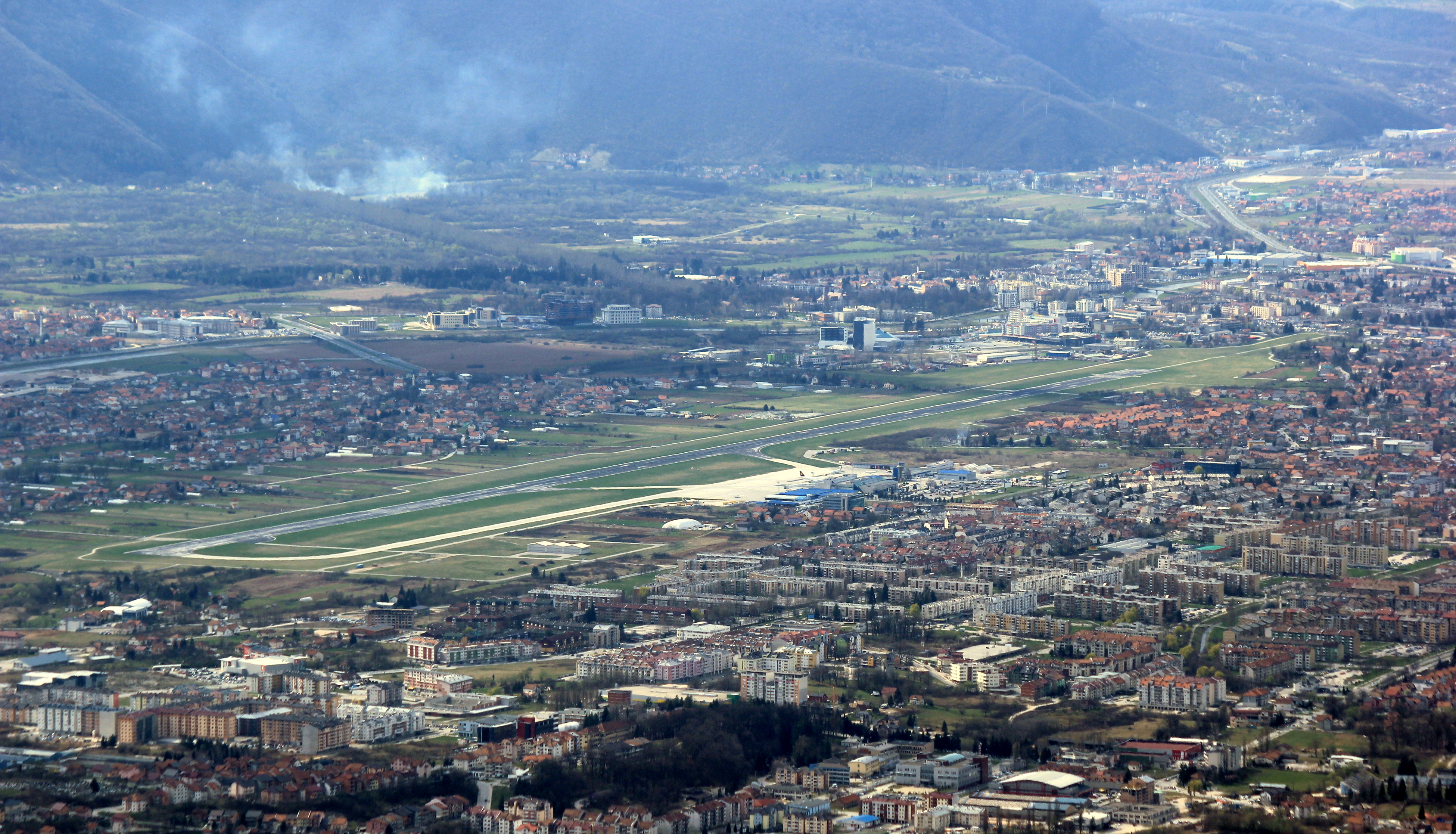
Blick auf den Stadtteil Dobrinja mit dem Flughafen

Der internationale Flughafen Sarajevo liegt im Stadtteil Dobrinja. Er verfügt über eine 2.600 m lange Start- und Landebahn und wurde am 2. Juni 1969 eröffnet.
Es gibt regelmäßige Verbindungen nach Frankfurt am Main, Berlin, Hamburg, Zürich, München, Wien, Düsseldorf, Köln, Kopenhagen, Ljubljana, Zagreb, Budapest, Istanbul und Belgrad.
Im Bosnienkrieg wurde der Flughafen in der Nacht vom 4. zum 5. April 1992 von bosnischen Serben besetzt. Im Juni 1992 wurde der Flughafen von der UNPROFOR übernommen. Er wurde im Krieg 1992–1995 stark beschädigt. Am 16. August 1996 wurde er wieder für den Zivilverkehr geöffnet. 2001 wurde der Flughafen von Grund auf saniert und erhielt vom Airport Council International im Juni 2005 die Auszeichnung „Bester europäischer Flughafen“ in der Kategorie: Flughafen unter 1.000.000 Passagiere.
Von Juni 1992 bis 1996 wurde der Flughafen nur von Militärflugzeugen genutzt. Humanitäre Hilfe für Sarajevo, ausländische Journalisten, Künstler, Politiker, Unterhändler, Diplomaten und Einwohner mit UN-, Presse- oder UNHCR-Ausweisen wurden hier abgefertigt. Der Flughafenbetrieb hing sehr stark von den politischen Zielen und militärischen Aktivitäten der Belagerer ab. In Wahrheit kontrollierten aber nicht die französischen Blauhelme, sondern die Belagerer den Flughafen. Vor der Fertigstellung des Sarajevo-Tunnels 1993 konnten die Einwohner die belagerte Stadt nur über die Start- und Landebahn verlassen und erreichen. Der Flughafen wurde durch Stacheldraht, Gräben und weitere Hindernisse der UNPROFOR gesichert. Die fliehenden Bewohner mussten nicht nur den Scharfschützen entkommen, sondern auch den weißen UN-Transport- und Patrouillenfahrzeugen, die das Überqueren der Start- und Landebahn verhindern wollten. Die Zahl der Todesopfer und Verletzten auf der Start- und Landebahn wurde täglich im Radio bekanntgegeben. Mehrere Male während der Belagerung organisierte die UNPROFOR Transporte für Zivilisten über die Start- und Landebahn.

### Bildung
In Sarajevo existieren 46 Grundschulen (Klassen 1–8) und 33 höhere Schulen (Klassen 9–13).
Die Universität Sarajevo besteht seit den 1940er Jahren. Darüber hinaus gibt es verschiedene andere Hochschulen. Die Stadt beherbergt ca. 40.000 Studierende. Die im Bosnienkrieg schwer beschädigte Nationalbibliothek beherbergte zuvor eine der wichtigsten literarischen Sammlungen Osteuropas.

## Kultur und Sehenswürdigkeiten
In Sarajevo befinden sich zahlreiche Theater, Museen und Kultureinrichtungen, wobei das bekannteste und bedeutendste Museum, das Nationalmuseum von Bosnien und Herzegowina (bosnisch: Zemaljski Muzej Bosne i Hercegovine) seit Oktober 2012 aus finanziellen, aber auch aus politischen Gründen geschlossen war und am 15. September 2015 wieder geöffnet wurde.
In der Stadt finden jährlich verschiedene wichtige Kulturveranstaltungen statt: das Sarajevo Film Festival, das Jazz-Festival, „Baščaršijske noći“, das Kulturfestival „MESS“ und „Sarajevska Zima“ (Sarajevoer Winter).
Sarajevo hat eine sehenswerte orientalisch geprägte Altstadt mit mehreren Moscheen und Kirchen, dem Baščaršija-Platz (Basar) und zahlreichen Geschäften. Die Altstadt wurde nach dem Krieg renoviert.

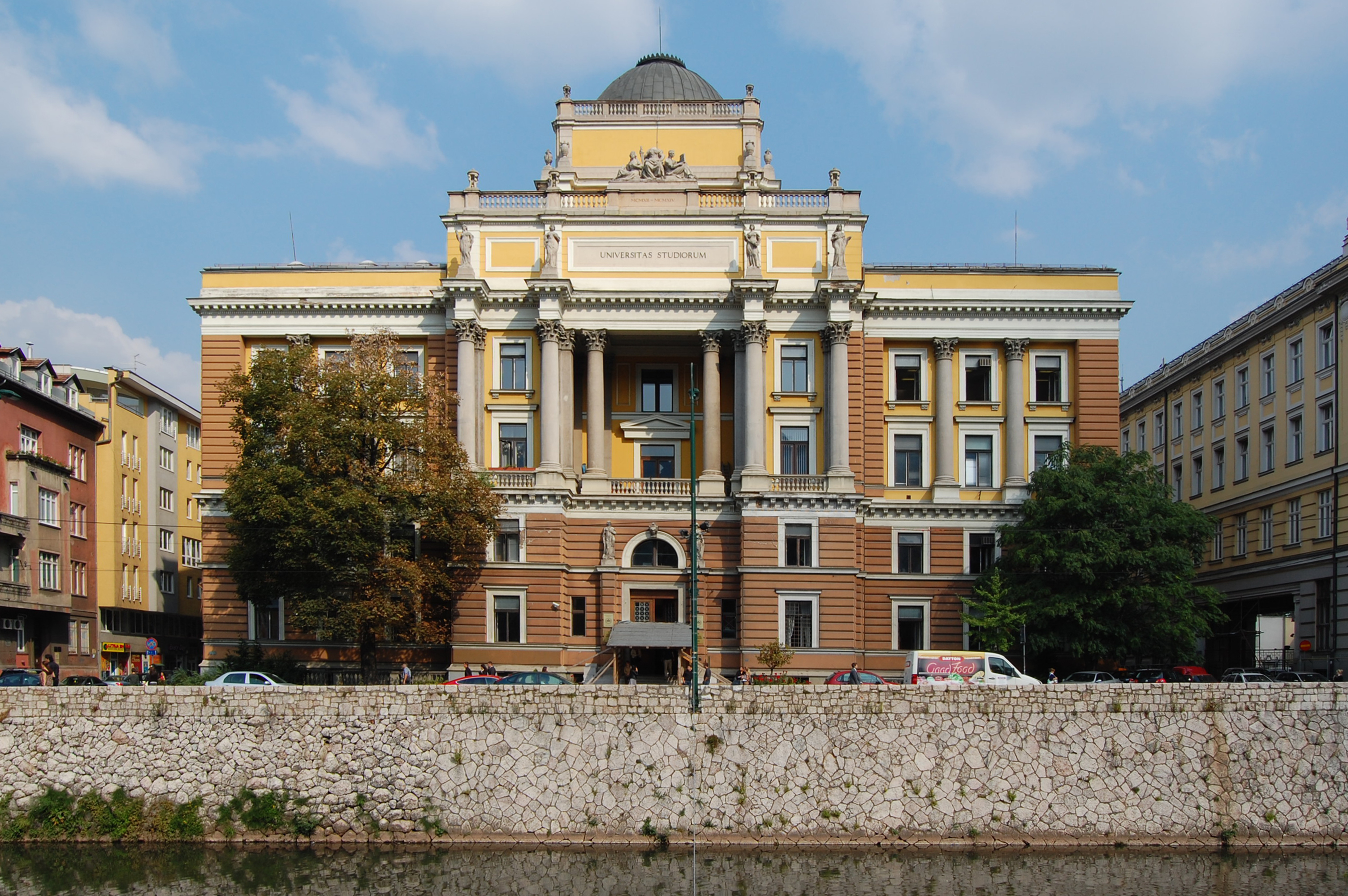
Universitätsgebäude
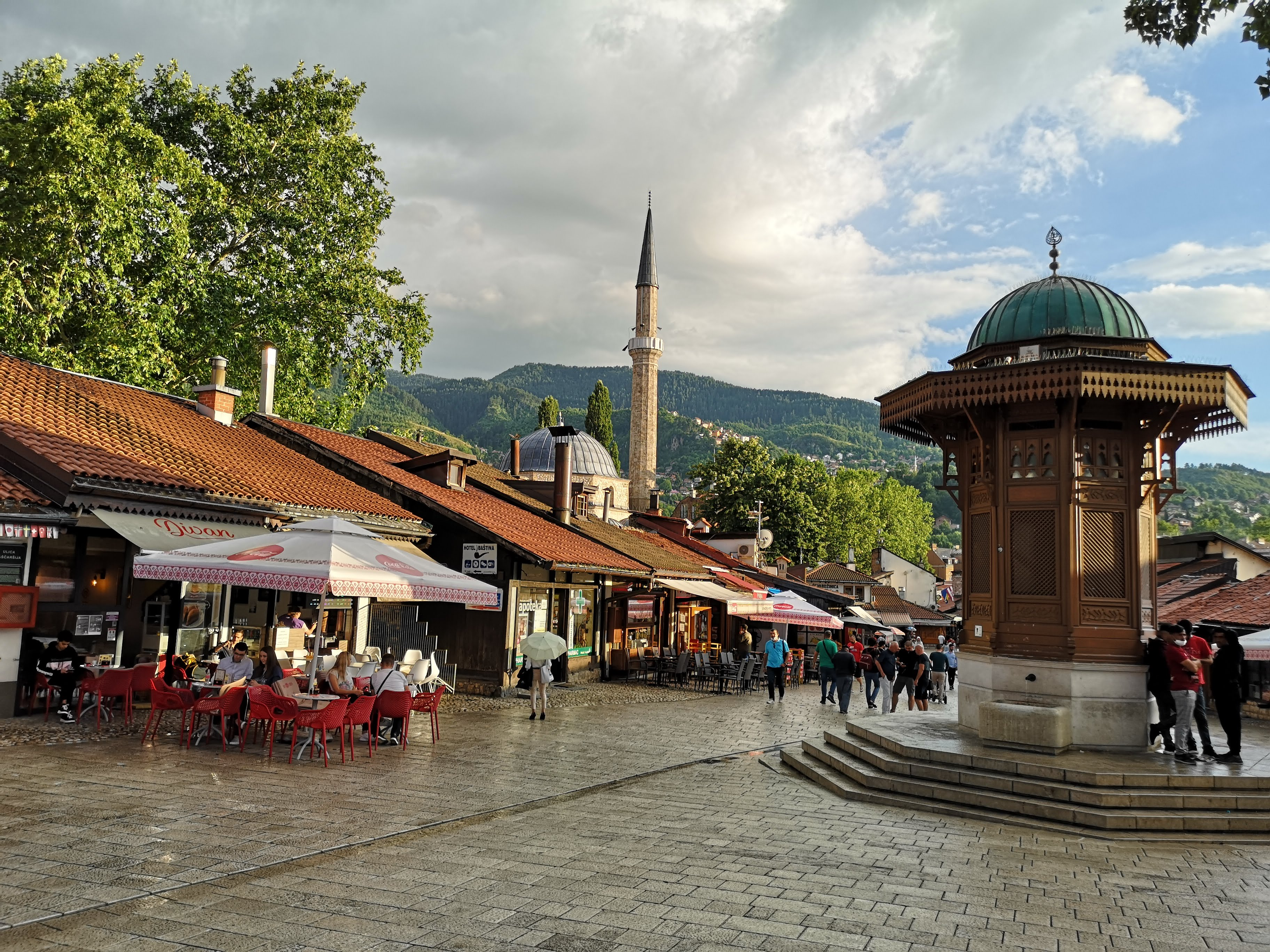
Baščaršija-Platz in der Altstadt
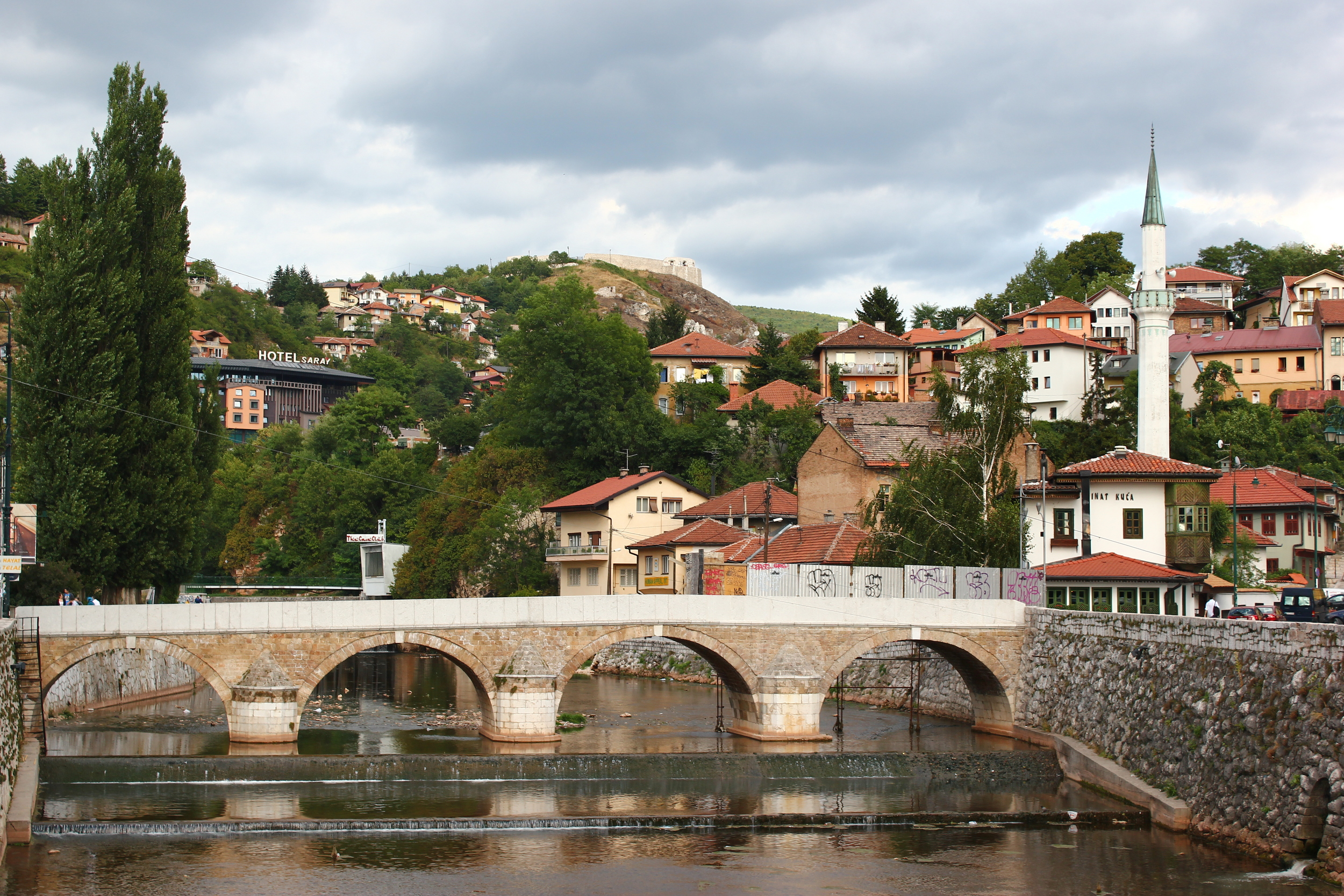
Šeher-Ćehaja-Brücke über die Miljacka
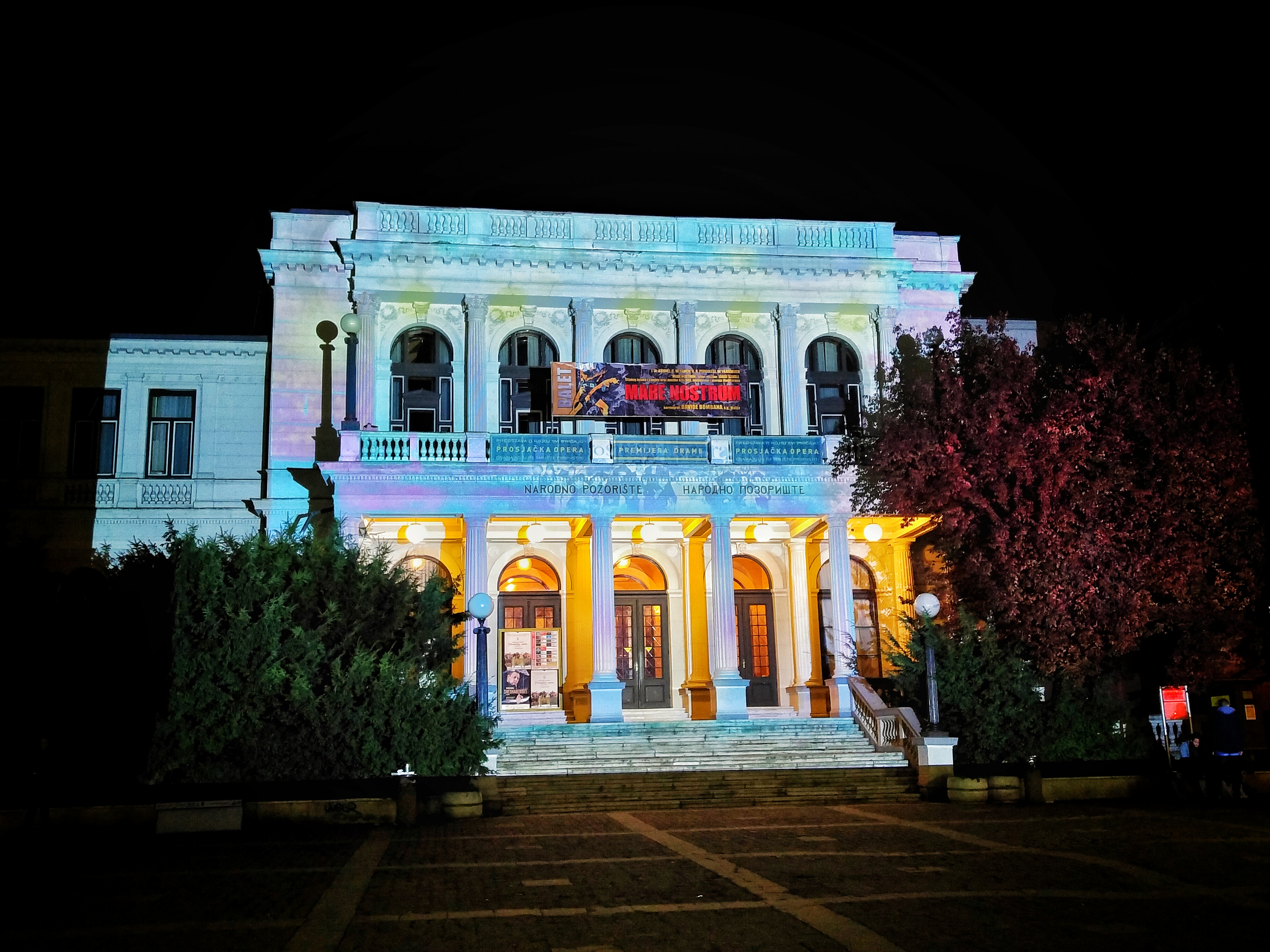
Nationaltheater bei Nacht

### Museen
- Nationalmuseum von Bosnien und Herzegowina
- Museum von Sarajevo
- Historisches Museum von Bosnien und Herzegowina
- War Childhood Museum
- Museum der Verbrechen gegen die Menschlichkeit und des Völkermords (Muzej Zločina protiv čovječnosti i genocida)

### Bauwerke
Sakralbauten

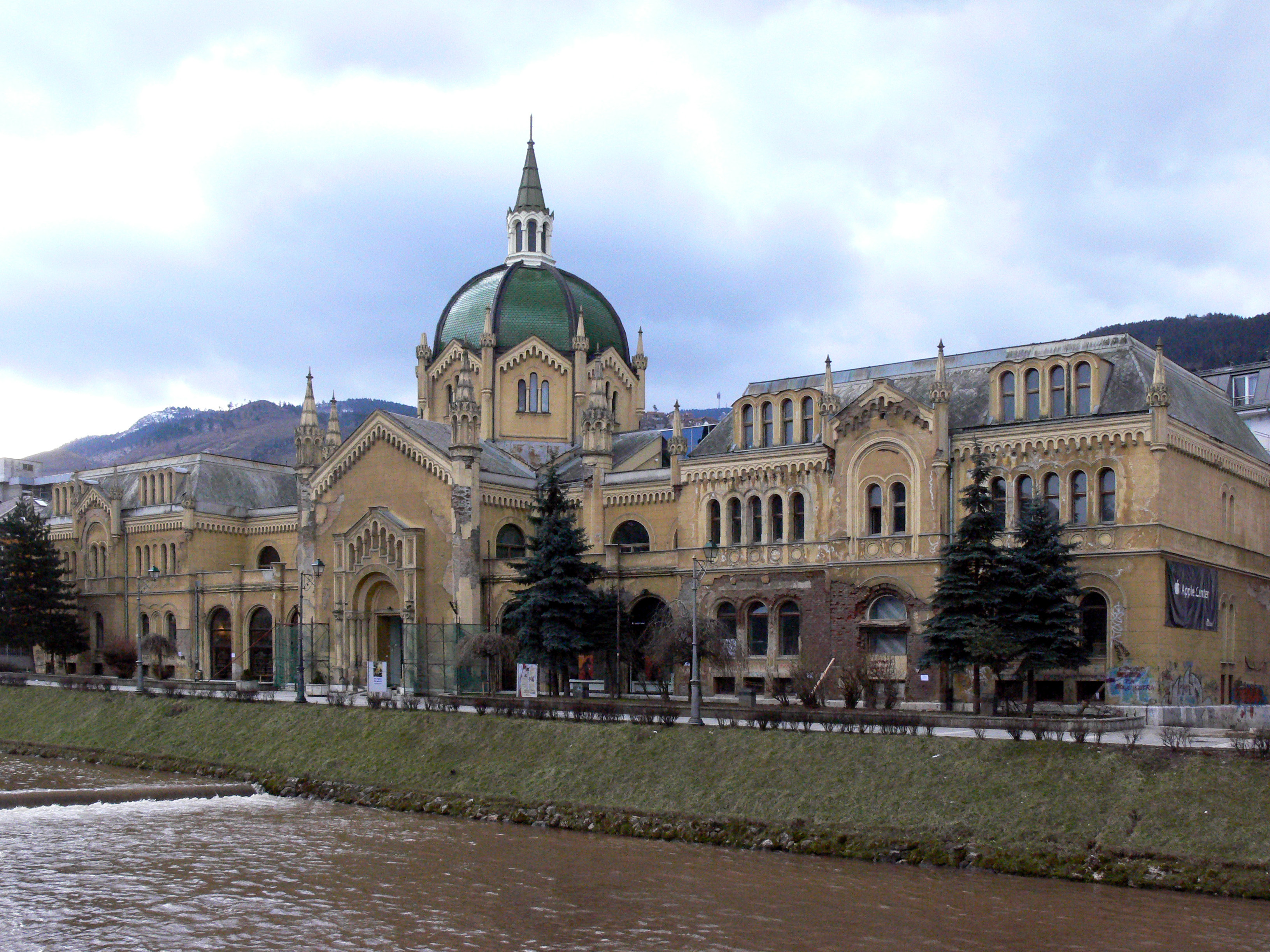
Akademie der Künste, früher evangelische Kirche

- Gazi-Husrev-Beg-Moschee, erbaut 1530–1531 von Baumeister Adzem Esija Ali
- Ali-Pascha-Moschee, erbaut 1560/1561
- Kaisermoschee, 1566
- Alte orthodoxe Kirche, 16. Jahrhundert
- Römisch-katholische Kathedrale Herz Jesu, 1889
- Maria Rosenkranzkönigin (Sarajevo)
- St. Antonius von Padua (Sarajevo), 1914
- Orthodoxe Kathedrale, 1882
- Jüdischer Friedhof, seit 1630

Weitere Bauwerke
- Akademie der Bildenden Künste (ehemals evangelische Kirche), 19. Jahrhundert
- Universitätsgebäude, 19. Jahrhundert
- Despića kuća (Despića-Haus, traditionelles Haus einer serbischen Kaufmannsfamilie, heute Museum)
- Lateinerbrücke (ehemals Princip-Brücke)
- Ziegenbrücke östlich der Altstadt

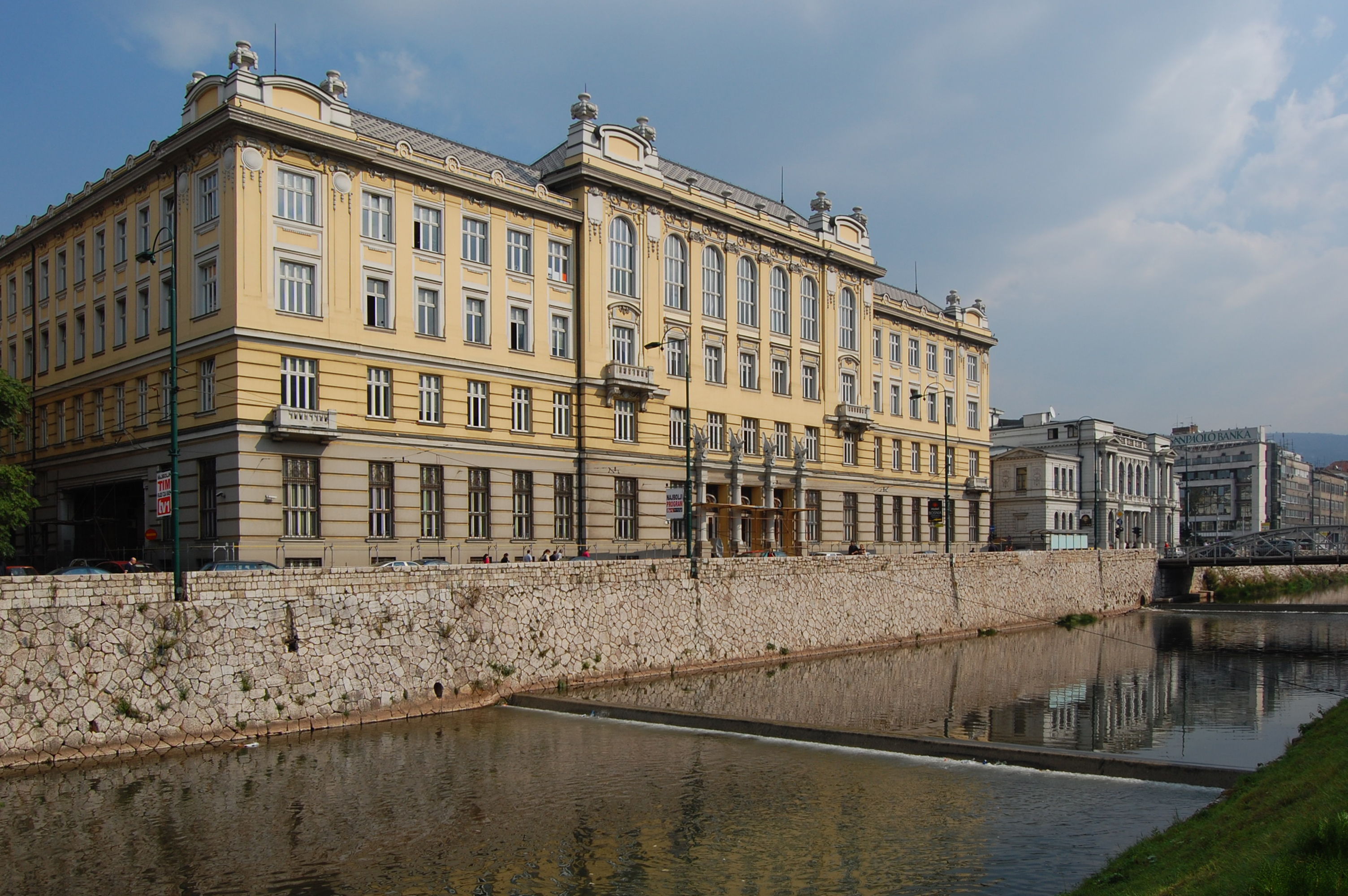
Die Hauptpost von Sarajevo

- Vijećnica, erbaut im 19. Jahrhundert als Rathaus von Sarajevo, seit 1948 als National- und Universitätsbibliothek genutzt, im Krieg 1992 schwer beschädigt, eine detailgetreue Rekonstruktion erfolgte 1996 bis 2014
- Nationalmuseum, 19. Jahrhundert
- Historisches Museum von Bosnien und Herzegowina, erbaut 1963 von Boris Magaš
- Stadtmarkthalle Markale, 19. Jahrhundert
- Brusa bezistan, 1551 als Markthalle für Bekleidung erbaut, beherbergt heute eine Ausstellung des Stadtmuseums Sarajevo
- Sebilj, orientalischer Brunnen in der Altstadt
- Olympiahalle Juan Antonio Samaranch (Olympiahalle Zetra)
- Hotel Holiday (ehem. Holiday Inn), erbaut 1983 von Ivan Štraus
- Sarajevo City Center, erbaut 2014, großes Einkaufszentrum gegenüber dem Parlamentsgebäude
- UNITIC-Türme, erbaut 1986 von Ivan Štraus
- Bosmal City Center, war bis 2008 mit einer Höhe von 118 Metern das höchste Hochhaus des Balkans
- Avaz Business Center
- Avaz Twist Tower, mit 172 Metern das höchste Gebäude auf dem Balkan
- Papagei-Haus (Papagajka), erbaut von 1988- 1990 durch Dragan Bijedić und Mladen Gvozden[16]

Sportzentren
- Otoka-Stadion (Heimstadion des FK Olimpik Sarajevo)
- Stadion Asim Ferhatović Hase (ehemals Stadion Koševo, Heimstadion des FK Sarajevo)
- Stadion Grbavica (Heimstadion des FK Željezničar Sarajevo)
- Skenderija, 1969[17]

### Musik
Sarajevo galt als ein wichtiges Zentrum der jugoslawischen Rockmusik. Aus der Stadt stammten u. a. die landesweit populären Bands Indexi (seit den 1960er Jahren), Bijelo dugme (um Bandleader Goran Bregović ab 1974), Divlje Jagode sowie Zabranjeno pušenje (u. a. mit Emir Kusturica), Crvena Jabuka, Plavi orkestar und Hari Mata Hari in den 1980er Jahren. Dazu kamen die Hard-Rock- und Heavy-Metal-Band Vatreni Poljubac (deutsch Feuriger Kuss) und die Folk-Rock-Gruppe Nervozni poštar (Nervöser Postbote).
Bekannte Pop-Rock Sängerinnen sind Jadranka Stojaković und Jasna Gospić, sowie Ismeta Dervoz-Krvavac, die auch regelmäßig für das Fernsehen arbeitete.

### Sport
In Sarajevo wurden die Olympischen Winterspiele 1984 ausgetragen. In der Stadt sowie der Umgebung sind mehrere in diesem Zusammenhang errichtete Bauwerke zu besichtigen, teils jedoch in ruinösem Zustand, so die Olympiahalle Juan Antonio Samaranch, die Bob- und Rodelbahn auf dem Trebević, die Olympischen Sprungschanzen auf dem Igman sowie weitere Anlagen in den Gebirgen Jahorina und Bjelašnica. Sarajevo hatte sich für die Olympischen Winterspiele 2010 beworben, wurde jedoch nicht als Kandidatenstadt berücksichtigt.
Im September 2001 war Sarajevo Austragungsort der 17. Junioren-Europameisterschaften im Amateurboxen; im Juli 2016 fand in der Stadt die U18-Damen-Basketball-Europameisterschaft statt.
Vom 10. bis zum 15. Februar 2019 waren Sarajevo und Istočno Sarajevo gemeinsam Gastgeber des Europäischen Olympischen Jugendfestivals, das in der Stadt und auf den umliegenden Bergen stattfand.
In der Stadt gibt es mehrere Fußballvereine. Zu den beliebtesten gehören der FK Sarajevo und der FK Željezničar Sarajevo, Stammverein der bosnischen Fußballlegende Ivica Osim. Des Weiteren gibt es noch den Zweitligisten FK Olimpic Sarajevo.
Der Basketballverein Košarkaški Klub Bosna Sarajevo gewann 1979 den Europapokal der Landesmeister.

## Sarajevo in der Kunst

### Film
Sarajevo war besonders seit den 1990er Jahren Schauplatz und/oder Drehort mehrerer international beachteter Spielfilme, die sich vorwiegend mit dem Bosnienkrieg und dessen Folgen auseinandersetzten. Vor 1991 in Sarajevo gedrehte Filme erlangten bis auf wenige Ausnahmen nur innerhalb Jugoslawiens Bekanntheit.
Auswahl von Filmen:
- Valter brani Sarajevo (1972; Regie: Hajrudin Krvavac)
- Erinnerst Du Dich an Dolly Bell? (Sjećaš li se Dolly Bell?; 1981; Emir Kusturica)
- Papa ist auf Dienstreise (Otac na službenom putu; 1985; Emir Kusturica)
- Welcome to Sarajevo (1997; Michael Winterbottom)
- Golden Valley Sarajewo (Ljeto u zlatnoj dolini; 2003; Srđan Vuletić)
- Esmas Geheimnis – Grbavica (Grbavica; 2006; Jasmila Žbanić)
- Zwischen uns das Paradies (Na putu; 2010; Jasmila Žbanić)
- In the Land of Blood and Honey (2011; Angelina Jolie)
- Twice Born (venuto al mondo; 2013; Regie: Sergio Castellitto Hauptdarstellerin: Penélope Cruz Sánchez)